# 白木原しのぶ
白木原 しのぶ（しらきはら しのぶ・Shinobu Shirakihara、1972年4月13日 - ）は日本のミュージカル女優・歌手。愛知県出身。東宝ミュージカル他多くの舞台に出演。

## 人物
1972年4月13日に愛知県名古屋市に生まれる。中学入学時に北名古屋市（旧西春日井郡。同郡同町出身に稲葉篤紀、隣町出身にイチローがいる）へ転居。
5歳より加藤志津恵のもとでバレエを始め、上京する18歳まで続ける。1991年に高校卒業と同時に劇団四季オーディションに合格し第29期生研究生となり、翌年の入団とともに単身上京。1994年の退団後、東宝ミュージカル他多数の舞台に出演。ミュージカル『CHICAGO』の日本オリジナルキャストである。

## 出演

### 舞台
- ニッセイ名作劇場『ジョン万次郎の夢』(ウメ役) 1992年 日生劇場
- 『魔法を捨てたマジョリン』 1993年　全国ツアー
- 『はだかの王様』 1994年　全国ツアー
- 東宝ミュージカル『回転木馬』 1995年5～9月 帝国劇場、1996年4～5月 中日劇場、1996年7～8月 劇場飛天
- 劇団東沙ミュージカル『白鳥の湖』(オディール役) 1997年7月～8月　三越劇場・全国ツアー
- 東宝ミュージカル『42ND STREET』 1997年12月　日生劇場
- 東宝ミュージカル『サウンド・オブ・ミュージック』 1998年3～4月　日生劇場
- 東宝ミュージカル『アイリーン』 1998年5月　日生劇場
- 東宝ミュージカル『ローマの休日』 1998年10月 青山劇場、1998年11月 劇場飛天、1999年5月 中日劇場、1999年7月 博多座、2000年3～4月　帝国劇場
- 東宝ミュージカル『マイ・フェア・レディ』 1999年2～3月 帝国劇場、2002年5月 中日劇場、2002年7月 博多座、2004年8月 梅田コマ劇場、2005年11月 帝国劇場
- 東宝ミュージカル『カルメン』(ビゼー版) 1999年10～11月 青山劇場、 2001年3月 中日劇場、2001年10月 梅田コマ劇場
- 大地真央グランドショー『MAny moons agO』 1999年12～1月　大阪、福岡、山梨、東京
- 東宝ミュージカル『サウンド・オブ・ミュージック』(シスターマルガレッタ役) 2000年8月　梅田コマ劇場
- 東宝現代劇『女の一生』 2000年11～12月 芸術座、2001年1月 名鉄ホール
- モーニング娘。ミュージカル『LOVE センチュリー』 2001年5月　日生劇場
- 東宝ミュージカル『風と共に去りぬ』(キャリーン役) 2001年7～8月 帝国劇場、2002年12～1月 梅田コマ劇場 、2003年4月 中日劇場 、5月 帝国劇場
- 東宝ミュージカル『パナマ・ハッティー』 2002年3月　帝国劇場
- 東宝現代劇『仁淀川』 2002年9～10月　芸術座
- 東宝ミュージカル『十二夜』 2003年10～11月　帝国劇場
- 東宝ミュージカル『サウンド・オブ・ミュージック』(シスターソフィア役) 2004年5月　博多座
- 『春や春、花吹雪 振袖小僧』 2005年4月　大阪・新歌舞伎座
- 東宝ミュージカル『十二夜』(猫役) 2006年8月 中日劇場、2006年9月 波切ホール
- 東宝ミュージカル『風と共に去りぬ』 2006年10月　博多座
- 『TITANIC THE MUSICAL』(ケイト・マリンズ役) 2007年1～2月　東京国際フォーラムC
- 東宝ミュージカル『マイ・フェア・レディ』 2007年4～7月　全国ツアー
- Zero Project 『リズミックタウン』(カーナ役) 2007年12月　シアターサンモール
- ミュージカル『ドラキュラ伝説』 2008年4月 中日劇場、2008年6月 梅田芸術劇場/新国立劇場
- ミュージカル『CHICAGO』（ハニャック役）2008年10～11月 赤坂ACTシアター、2008年11月 梅田芸術劇場/青山劇場
- 東宝ミュージカル『ブラッド・ブラザーズ』 2009年8～9月　シアタークリエ
- 東宝ミュージカル『パイレートクィーン』 2009年11～12月 帝国劇場、2010年1月  梅田芸術劇場
- 『Side Showスペシャルライブ』 2010年2月　伝承ホール
- ミュージカル『Side Show』 2010年4月 東京芸術劇場、2011年10月 シアター1010
- 『Side Showミュージカルライブ』 2010年6月　シアタークリエ
- ミュージカル『CHICAGO』(スウィング) 2010年6月 兵庫県立芸術文化センター、6～7月 赤坂ACTシアター
- 『ブロードウェイミュージカルライブ2012』 2012年5月　新国立劇場
- 『木の実ナナ50周年記念コンサート』 2012年5～6月 ルテアトル銀座、2012年6月  森ノ宮ピロティホール
- 『華麗なるミュージカル音楽の世界ガラコンサート』 2012年9月　新国立劇場
- ミュージカル『プロミセス・プロミセス』 2012年12月　新国立劇場
- パフォーマンス朗読劇『AFTER ROMEO & JULIET』 2013年3月　陸前高田 伝承館・パトゥール東京・梅田スカイビル ステラホール
- 『ブロードウェイミュージカルライブ2013』 2013年6月　新国立劇場
- ミュージカル『カルメン』(フランク ワイルドホーン版) 2014年6月　天王洲銀河劇場
- ミュージカル『ひめゆり』(サチ役) 2014年7月　シアター1010
- 見上げたボーイズプロデュース第13弾『夢を売る男たち』 2014年12月　銀座博品館
- 朗読劇『金閣寺』 2015年11月　神奈川県民ホール
- 朗読活劇『スパイス』 2016年6月　オーシャンディッシュ クオン
- 『ベアトリーチェ・チェンチの肖像』(ルクレツィア役) 2017年4月　Theater LOV
- T1 Project『Musical 幸せな時間』(レイコ役)  2019年2～3月　本多劇場
- 『ようこそゴーストホテルへ』(マダム役) 2019年5月　池袋シアターグリーン
- ENTERTAINMENT SHOW Vol.3～今を生きる～ 2019年7月　内幸町ホール
- Musical『遥かなる空』(麗奈役) 2019年8～9月　新宿村LIVE
- 朗読ミュージカル『ある家族～そこにあるもの～』 2020年1月　新宿角座
- 音楽劇『海王星』(岡村里子役)　2021年12月 PARCO劇場　2022年1月 森ノ宮ピロティホール/富山オーバードホール/東京エレクトロンホール宮城/弘前市民会館大ホール/日本特殊陶業市民会館フォレストホール
- 東京二期会オペラ『パルジファル』(助演母役)　2022年7月　東京文化会館大ホール
- TIproject Musical『PIANIST』(野々宮楓役)　2022年8月～9月　銀座博品館劇場
- オリジナルミュージカル『りんご』　2022年11月～12月　自由劇場

### テレビ
- BS「映画音楽に乾杯」

### コマーシャル
- アメリカンホームダイレクト(ライフステージ篇)インフォマーシャル
- Panasonic「水回りリフォーム」VP

### ライブ
- ソロLIVE「little by little」2015年4月　二子玉川KIWA

key:宇戸俊秀　guitar:小倉昌浩　drums:高杉登　bass:木村和夫 　 guest :tekkan
- 小西のりゆき 白木原しのぶ Duo LIVE「～more & more～」2015年11月　銀座ラウンジZERO

key:寺田正彦　guitar:鈴木あきら　drums:高杉登　bass:木村和夫
- ソロLIVE「Storia～わたしの軌跡～」2016年7月　二子玉川KIWA

key:寺田正彦　guitar:鈴木あきら　drums:高杉登　bass:木村和夫　　guest :tekkan
- lumieres　「光 ～Christmas LIVE～」2017年12月　二子玉川KIWA

piano:伊藤愛　dancer:Rhia
- 「Shio Shino first live」2018～Friends～ 2018年12月  六本木RealDiva's

piano:佐藤日里　Vo.史桜&しのぶ
- LIVE「THE SESSION」(guest出演) 2019年5月　銀座ラウンジZERO

key:寺田正彦　guitar:小倉昌浩　drums:平山惠勇　bass:木村和夫

## 作品

### シングル
・「すべては・・・」(2003年)
| #  | タイトル         | 作詞           | 作曲     |
| -- | ---------------- | -------------- | -------- |
| 1. | 「一年目」       | きさらぎひとみ | 柴草玲   |
| 2. | 「In my life」   | きさらぎひとみ | 柴草玲   |
| 3. | 「シャツと青空」 | きさらぎひとみ | 石井一孝 |

keyboard:古川初穂　guitar:久保田邦夫　drums:高杉登　bass:木村和夫　chorus:山下由紀子 / KM.Produce

### コンピレーション
- 「START UP 」(2000年)

・・「In my life」  　　 作詞：きさらぎひとみ　作曲：柴草玲